# Gusum
Gusum är en tätort i Valdemarsviks kommun, Östergötlands län, belägen mellan Yxningen och Sankt Anna skärgård. 

## Ortnamnet
År 1415 skrevs namnet Guhdisrum. Gudhis- är genitiv av mansnamnet Gudhir. Efterledet -rum betyder 'öppen plats'.

## Historik
Gusum omtalas första gången 1415 och åtminstone från 1535 bestod byn av två mantal skattejord. 1630 upptar mantalslängden fyra hushåll i byn. Henrik de Try köpte Gusum och fick där den 2 november 1652 privilegier för ett järnbruk med masugn till styckgjuteri. Senare anlades ett mässingsbruk, med privilegier från 27 november 1661. Båda verken förföll dock. Järnbruket revs 1665 och mässingsbruket brann ner 1677, men återuppbyggdes och hade tidvis flera delägare. 
I slutet av 1600-talet var Georg Spalding och hans svåger M. Westerberg delägare, och deras arvingar blev ensamma ägare av Gusums bruk i början av 1700-talet. Därefter anlades knappnålsfabrik 1742, järn- och stålmanufakturverk samt stångjärnsbruk 1821. De senare lades ner 1888. Däremot utvidgades mässingsbruket, och 1892 anlades ett metallduksväveri för alla sorters metallduk, däribland viror för pappersmaskiner. I början av 1900-talet hörde vid sidan av mässingsbruket nåltillverkningen till brukets mest kända, särskilt fabrikens egen säkerhetsnålsvariant "gusums kul-nål". Den bland allmänheten mest kända produkten är dock blixtlås, som började tillverkas år 1931. Redan på 1600-talet fick Gusum en egen bruksförsamling med kyrka och prästgård.
Sedan järnbruket i Ursätter lagts ned 1888 kom Gusums spinneri att startas där 1893 av tre privatpersoner. Spinneriet brann dock redan 1896. Expansionen i slutet på 1800-talet innebar att en rad nya arbetarbostäder fick uppföras. En bruksförösamling hade funnits redan på 1600-talet. Östra Lund uppfördes 1891, Näbben 1892, och Jungfrulyckan 1896. På byn Åbys ägor uppfördes 1893–1899 en rad arbetarbostäder. Från 1890-talet uppstod ett centrum vid Gusums torp. 1898–1899 flyttades brukets såg från Mellandammen till Alboga kvarn. I stället uppfördes 1900–1902 en vattenkraftstation och elektricitet drogs till flera av husen i samhället. I slutet av 1890-talet uppfördes även en telefonväxel. Norrköping–Söderköping–Vikbolandets Järnväg blev central för samhällets utveckling, och invigdes 1 oktober 1906. 1914 börjar de första egnahemmen att uppföras, och under 1930-talet ökar takten för uppförandet av privatbostäder. I slutet av 1940-talet börjar gatuadresser ersätta de tidigare fastighetsnamnen.
Efter 1812 helägdes Gusums bruk av släkten Westerberg. Från 1875 tillhörde egendomen Gusums bruks- och fabriksaktiebolag. Företaget expanderade därefter kraftigt och kom från 1931 hos många bli synonymt med blixtlås. Då konjunkturen vände från 1970-talet, inleddes en systematisk företagsplundring av företaget. Brukets olika divisioner såldes och till slut gick Gusums Bruk AB i konkurs den 15 april 1988. Den sista tillverkningen på det äldre bruksområdet i samhället flyttade 1994, varefter området lämnades att förfalla, innan det revs under våren 2010.

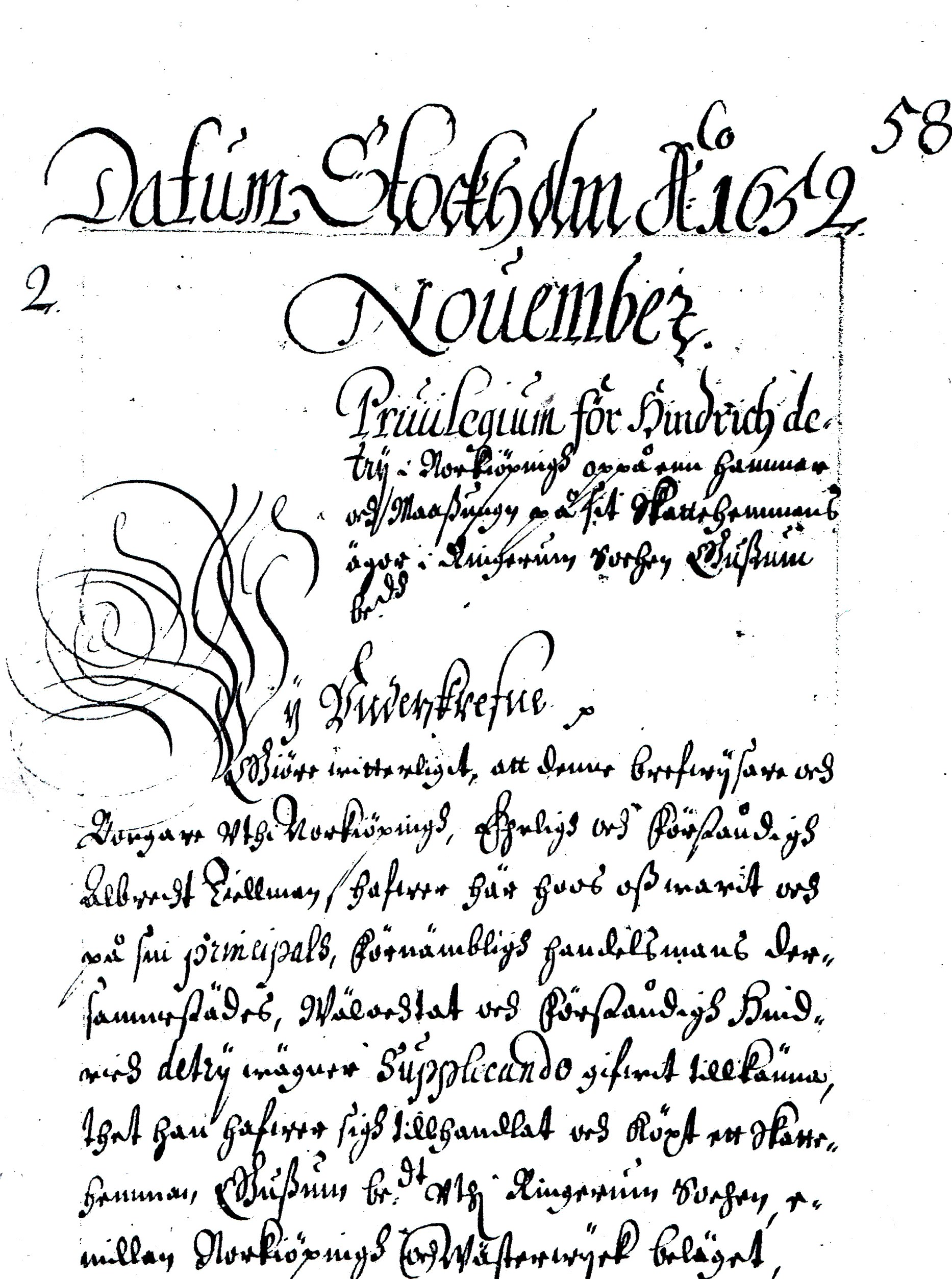
Den inledande delen av Gusum bruks privilegiebrev 2 november 1652.

Av de på 1980-talet försålda tillverkningsgrenarna levde tillverkning av viror kvar i Gusum till 2010. De sista resterna av blixtlåstillverkningen lämnade orten 1994. Kvar idag finns mässingsbruket, som redan 1966 flyttades till en ny fabriksanläggning vid Gräsdalen strax utanför Gusums samhälle. Mässingsbruket har alltsedan det såldes från Gusums Bruk 1987 haft ett flertal ägare. Idag är fabriken dominerande inom mässingsbranschen i Norden.

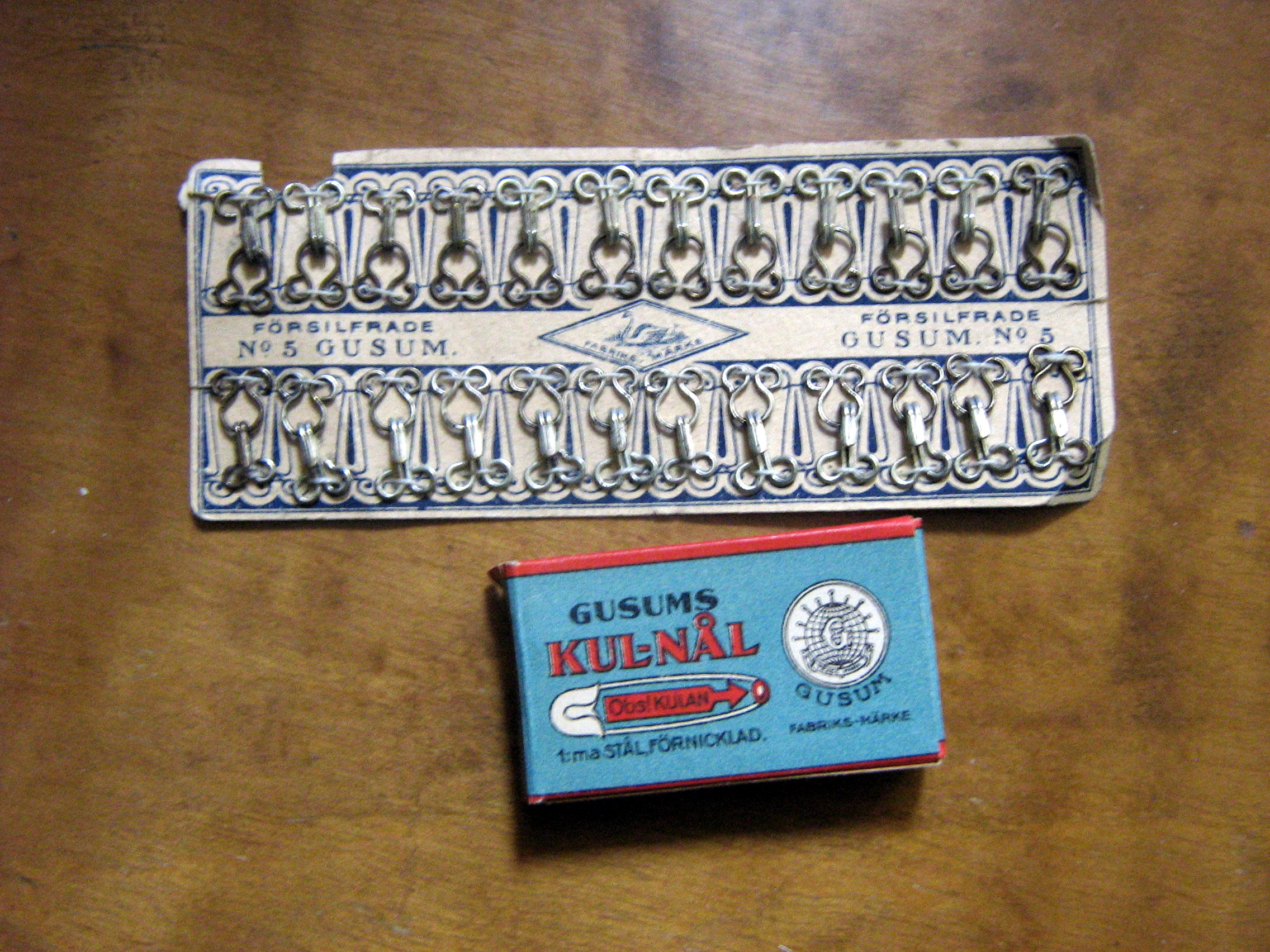
Häktor och kul-nålar från Gusums bruk.

Fram till 1971 var Gusum huvudort i Ringarums landskommun, som då genom sammanslagning med Valdemarsviks köping  bildade Valdemarsviks kommun.

### Befolkningsutveckling
| Befolkningsutvecklingen i Gusum 1900–2020 | Befolkningsutvecklingen i Gusum 1900–2020 | Befolkningsutvecklingen i Gusum 1900–2020 | Befolkningsutvecklingen i Gusum 1900–2020 | Befolkningsutvecklingen i Gusum 1900–2020 |
| ----------------------------------------- | ----------------------------------------- | ----------------------------------------- | ----------------------------------------- | ----------------------------------------- |
|                                           |                                           |                                           |                                           |                                           |
| År                                        |                                           |                                           | Folkmängd                                 | Areal (ha)                                |
| 1900                                      | 1900                                      |                                           | 485                                       | †                                         |
| 1960                                      | 1960                                      |                                           | 1 262                                     |                                           |
| 1965                                      | 1965                                      |                                           | 1 326                                     |                                           |
| 1970                                      | 1970                                      |                                           | 1 562                                     |                                           |
| 1975                                      | 1975                                      |                                           | 1 551                                     |                                           |
| 1980                                      | 1980                                      |                                           | 1 612                                     |                                           |
| 1990                                      | 1990                                      |                                           | 1 392                                     | 162                                       |
| 1995                                      | 1995                                      |                                           | 1 383                                     | 163                                       |
| 2000                                      | 2000                                      |                                           | 1 338                                     | 163                                       |
| 2005                                      | 2005                                      |                                           | 1 211                                     | 163                                       |
| 2010                                      | 2010                                      |                                           | 1 175                                     | 162                                       |
| 2015                                      | 2015                                      |                                           | 1 149                                     | 127                                       |
| 2020                                      | 2020                                      |                                           | 1 110                                     | 127                                       |
| † Som köpingsliknande samhälle 1900.      |                                           |                                           |                                           |                                           |

## Friluftsliv
Kommunala badplatser finns vid Yxningen, Tostebosjön samt Sandfjärden och Gropviken i Sankt Anna socken. Tidigare fanns även ett bad i Byngaren, vid Gusumsåns utlopp, men det stängdes när omfattningen av utsläppen i ån blev kända.

## Kända Gusumbor
- Anton Vretander, radioprofil

## Bildgalleri

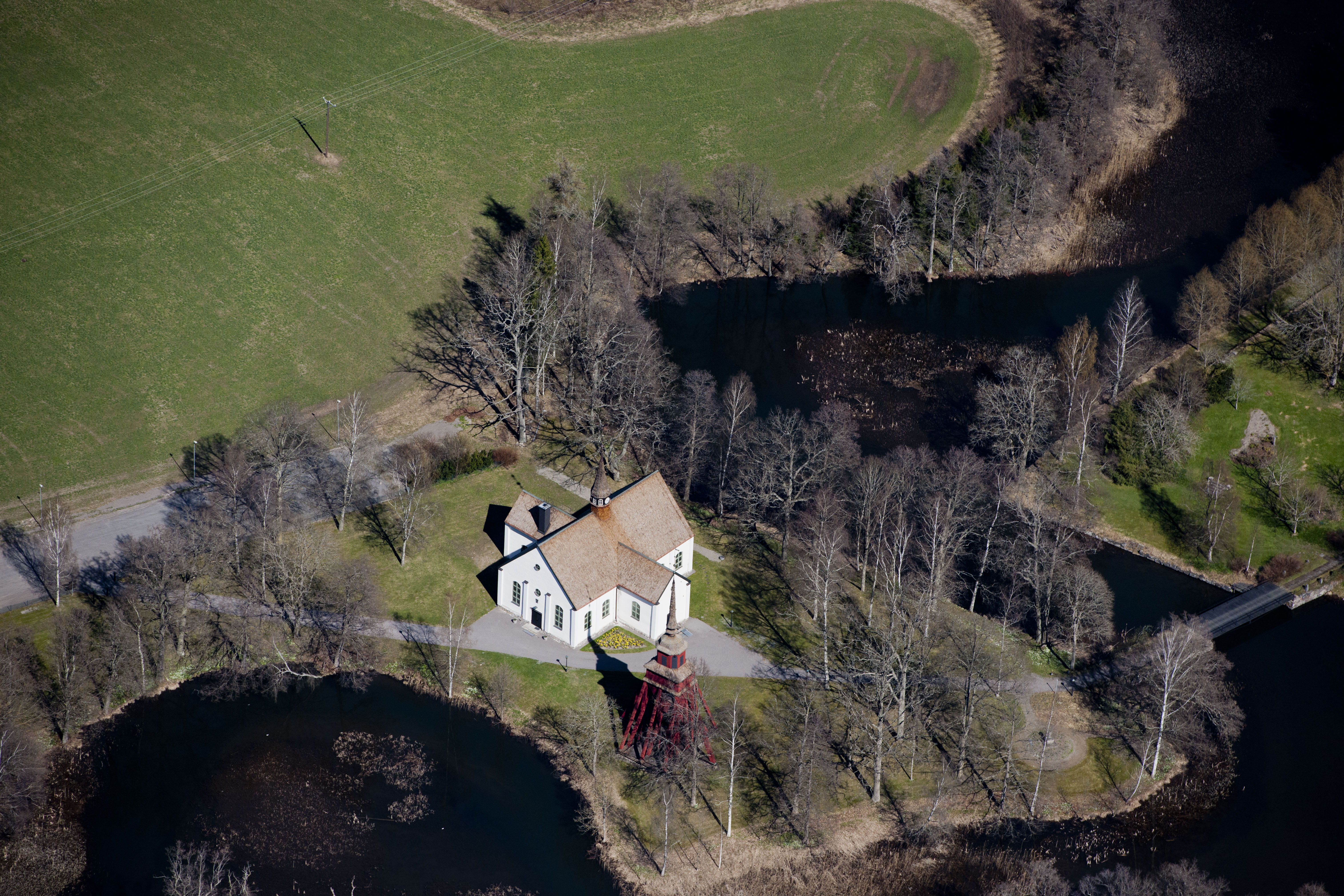
Gusums kyrka från luften.
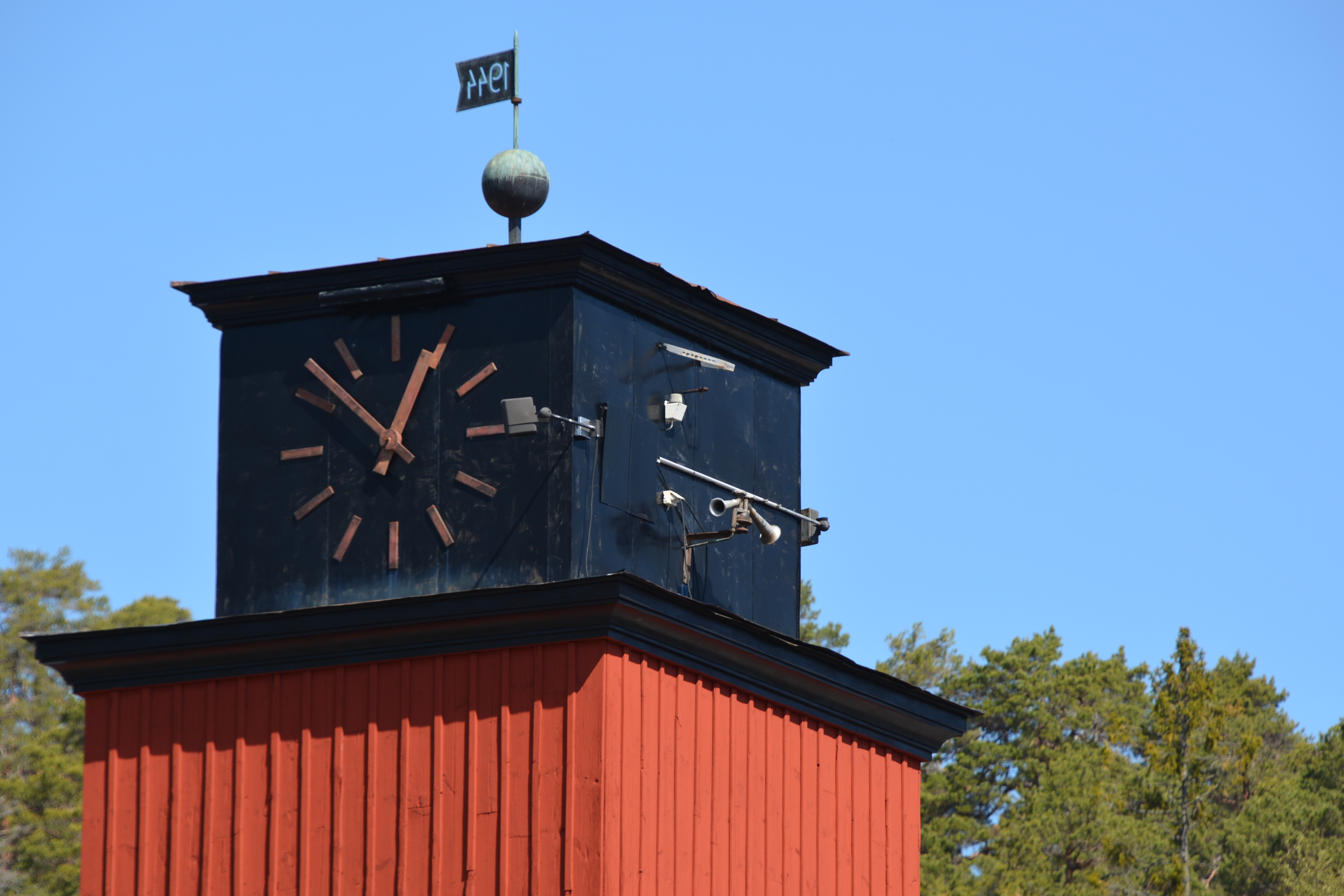
Tornet på gamla brandstationen.
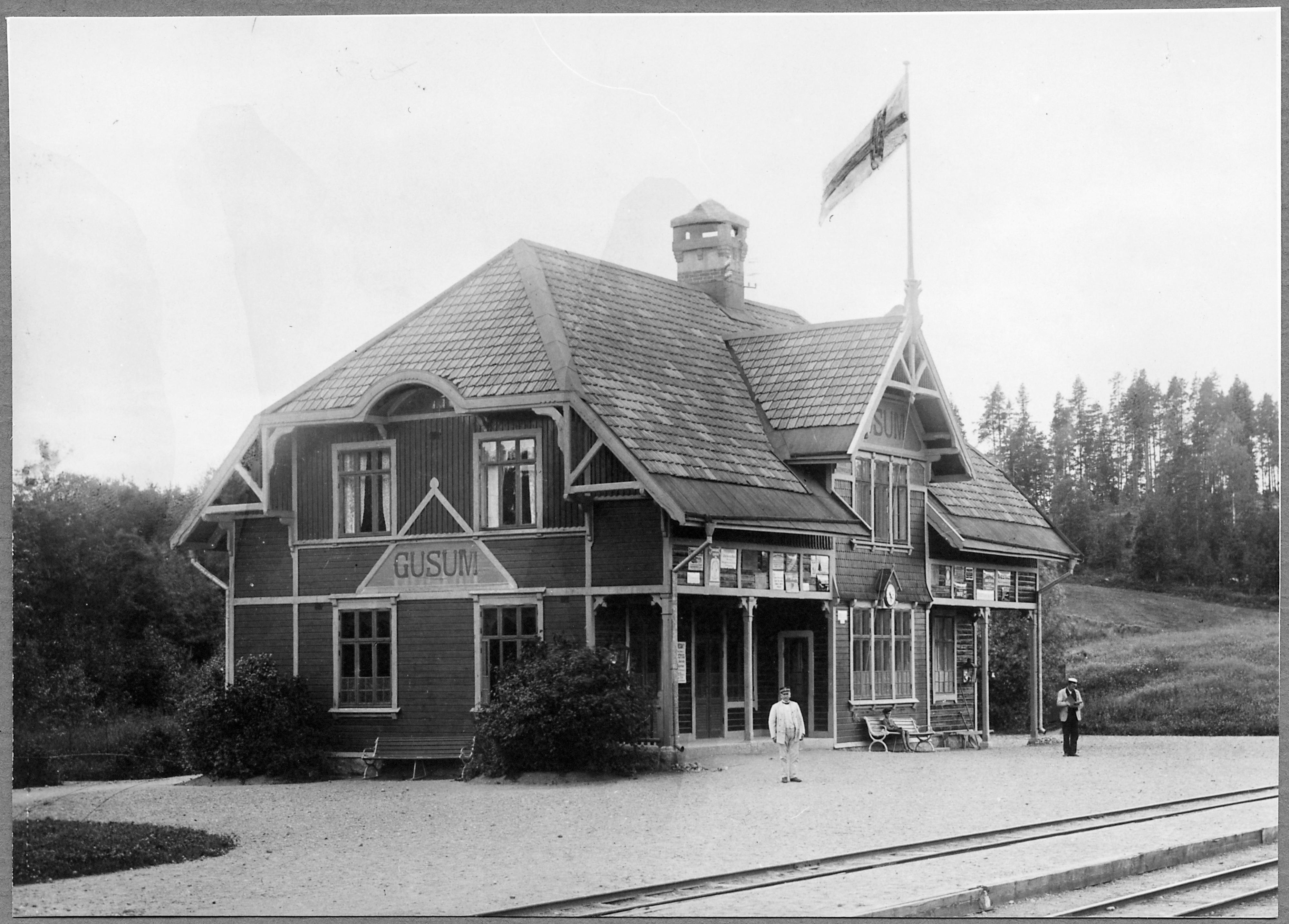
Stationen på 1910-talet.
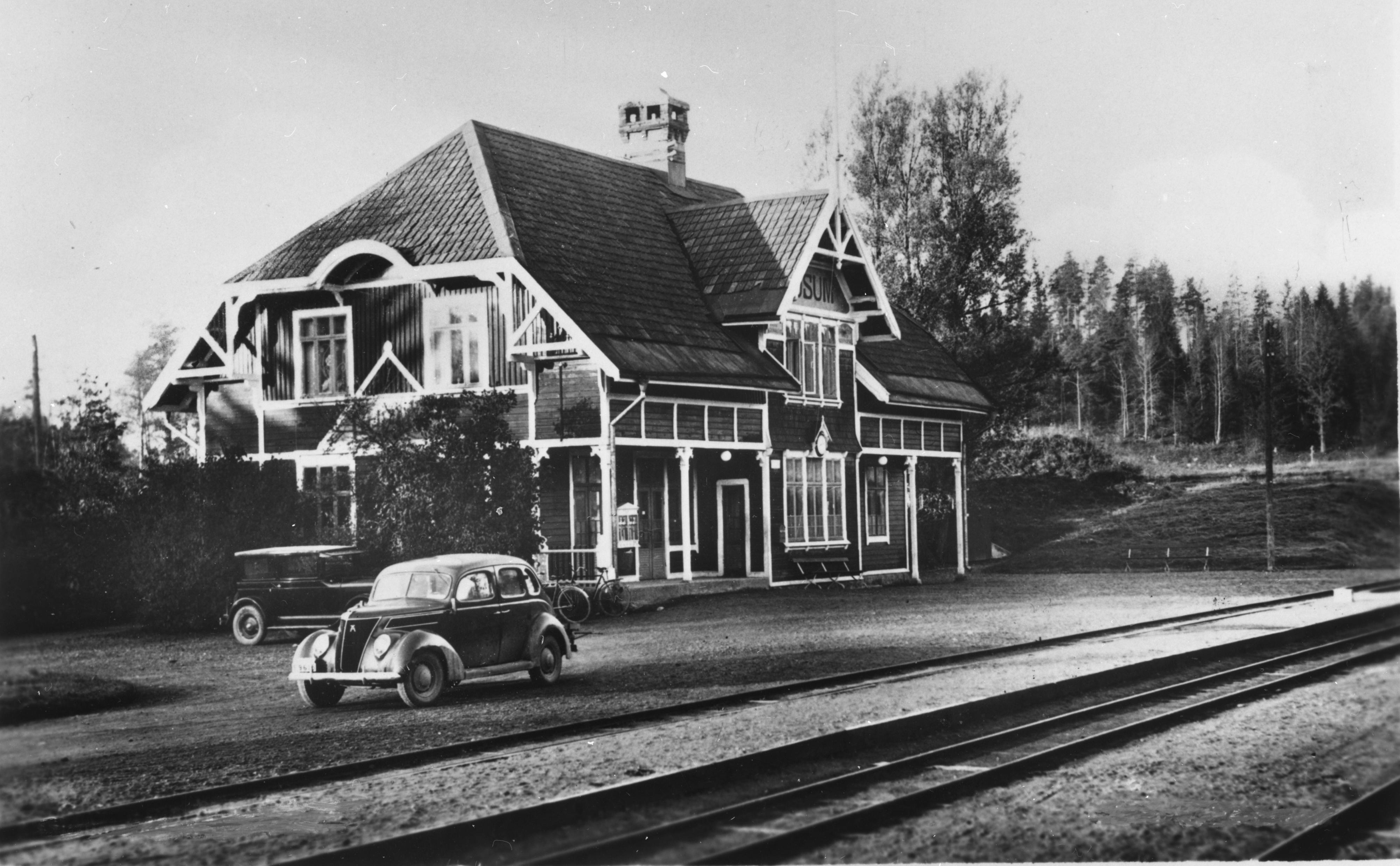
Stationen på 1930-talet.